# Malbergweich

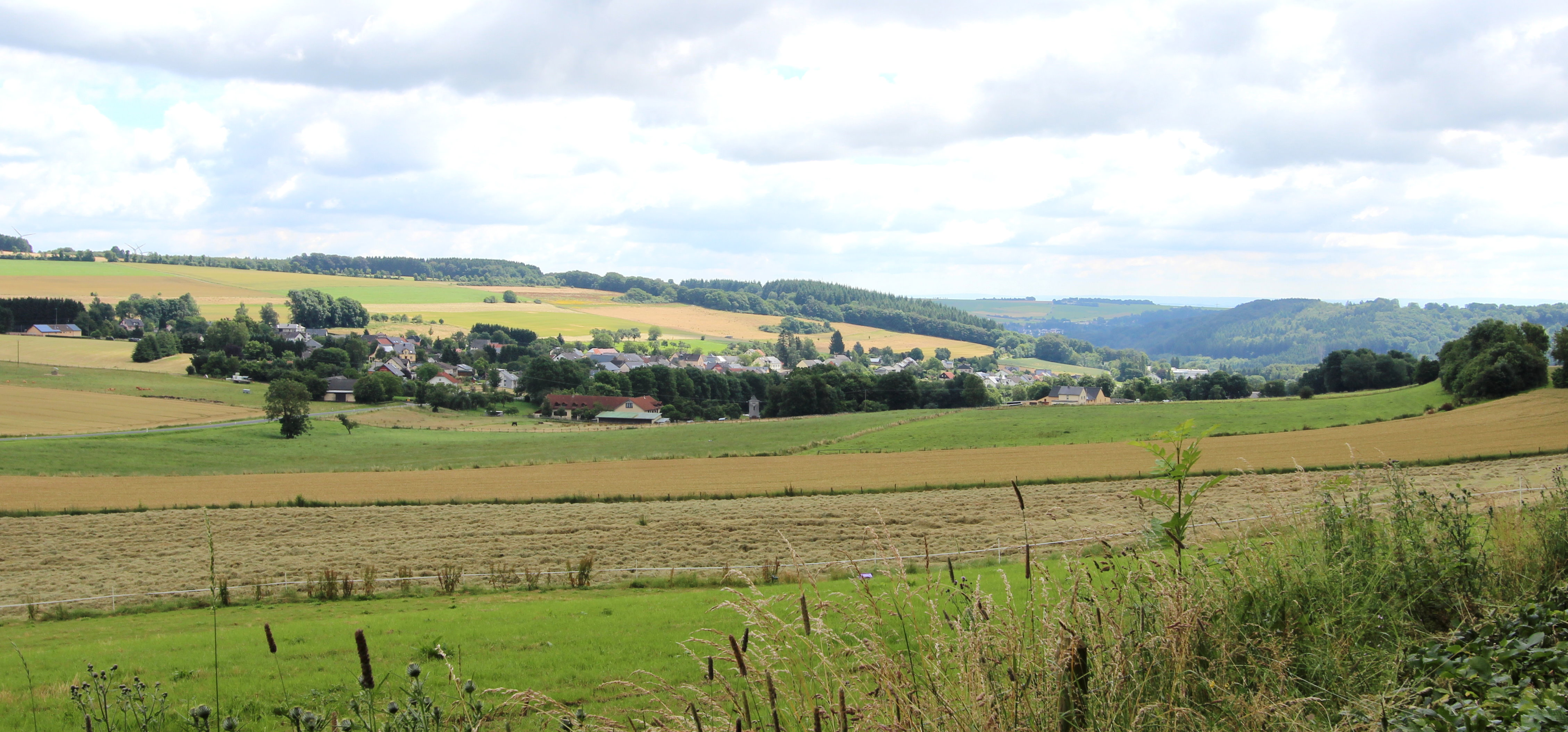
Malbergweich

Malbergweich bei Malberg in der Eifel ist eine Ortsgemeinde im Eifelkreis Bitburg-Prüm in Rheinland-Pfalz. Sie gehört der Verbandsgemeinde Bitburger Land an.

## Geographie
Malbergweich liegt nordwestlich von Kyllburg an der Kyll in der Eifel.
Neben dem Hauptort gehören der Weiler Staffelstein und der Wohnplatz Birkenhof zur Gemeinde.

## Geschichte
Wann der Ort Malbergweich entstanden ist, kann man heute nicht mehr genau nachweisen. Funde weisen darauf hin, dass der Ort schon zur Römerzeit besiedelt war. Im Distrikt „Helsdorf“ fand man Reste eines römischen Mauerwerks. Zudem entdeckte man nördlich des Ortes römische Brandgräber. Es handelt sich um Steinplattengräber aus dem 1. Jahrhundert n. Chr. Entsprechende Funde von Keramik befinden sich heute im Rheinischen Landesmuseum Trier. Südwestlich von Malbergweich fand man eine Gruppe von sieben Tumuli, die einen Durchmesser von bis zu 30 m aufweisen. Als erste gesicherte Erwähnung ist ein Eintrag im Prümer Urbar unter dem Namen Wihc aus dem Jahre 893 anzusehen. Wihc ist aus dem lateinischen „Vicus“ = bewohnter Ort abgeleitet.
Im Mittelalter gehörte Malbergweich zur luxemburgischen Herrschaft „Malberghe“. Das Schicksal des Ortes in der Zeit des 15. bis 17. Jahrhunderts lässt sich am besten anhand der Feuerstellen im Ort, gemeint sind Häuser, in denen eine Kochstelle war, verfolgen. 1475 waren es 11 Feuerstellen, 1551 = 6, 1636 = 14 und 1656 nur noch 5 Feuerstellen (1618–1648 Dreißigjähriger Krieg). Welche Leiden der Bewohner hinter diesen Zahlen stehen, kann man nur vermuten. Die Siedlung hatte immer wieder wechselnde Herren, so gehörte sie als Teil des Herzogtums Luxemburg zum Beispiel bis 1795 zu den Österreichischen Niederlanden.
Nach 1792 hatten französische Revolutionstruppen die Österreichischen Niederlande, zu denen das Herzogtum Luxemburg und damit auch Malbergweich damals gehörte, besetzt und 1795 annektiert. Unter der französischen Verwaltung wurde Malbergweich 1795 dem Kanton Bitburg zugeordnet, der zum Arrondissement Bitburg im Departement Wälder gehörte.
Aufgrund der Beschlüsse auf dem Wiener Kongress kam die Region 1815 zum Königreich Preußen. Unter der preußischen Verwaltung gehörte Malbergweich zur Bürgermeisterei Malberg im 1816 neu gebildeten Kreis Bitburg im Regierungsbezirk Trier. Malbergweich wurde 1845 eine selbständige Gemeinde. Seit dieser Zeit besteht ein Gemeinderat. Der erste Bürgermeister hieß Nikolaus Zalfen.
Bevölkerungsentwicklung
Die Entwicklung der Einwohnerzahl von Malbergweich, die Werte von 1871 bis 1987 beruhen auf Volkszählungen:
| Jahr | Einwohner |
| ---- | --------- |
| 1815 | 198       |
| 1835 | 349       |
| 1871 | 359       |
| 1905 | 374       |
| 1939 | 409       |
| 1950 | 432       |

| Jahr | Einwohner |
| ---- | --------- |
| 1961 | 407       |
| 1970 | 388       |
| 1987 | 335       |
| 1997 | 382       |
| 2005 | 395       |
| 2023 | 381       |

## Politik

### Gemeinderat
Der Gemeinderat in Malbergweich besteht aus acht Ratsmitgliedern, die bei der Kommunalwahl am 9. Juni 2024 in einer personalisierten Verhältniswahl gewählt wurden, und dem ehrenamtlichen Ortsbürgermeister als Vorsitzendem.
Die Sitzverteilung im Gemeinderat:
| Wahl | WGL l             | WGM m             | Gesamt  |
| 2024 | 3                 | 5                 | 8 Sitze |
| 2019 | per Mehrheitswahl | per Mehrheitswahl | 8 Sitze |
| 2014 | per Mehrheitswahl | per Mehrheitswahl | 8 Sitze |
| 2009 | per Mehrheitswahl | per Mehrheitswahl | 8 Sitze |

### Bürgermeister
Matthias Mohnen wurde am 12. März 2025 Ortsbürgermeister von Malbergweich. Bei der Direktwahl am 23. Februar 2025 (dritte Wiederholungswahl) war er als einziger Bewerber mit einem Stimmenanteil von 55,3 % gewählt worden.
Mohnens Vorgängerin Klara Leisen hatte das Amt am 10. Oktober 2017 übernommen. Nach einer Wiederwahl im Jahr 2019 erreichte sie bei der Direktwahl am 9. Juni 2024 nicht erneut die erforderliche Mehrheit der Stimmen, blieb aber bis zur Ernennung eines Nachfolgers geschäftsführend im Amt. Bei zwei Wiederholungswahlen am 8. September und 8. Dezember 2024, in denen jeweils ein anderer Einzelbewerber kandidierte, wurde die absolute Mehrheit ebenfalls verfehlt. Erst bei der dritten Wiederholungswahl am 23. Februar 2025 wurde mit Matthias Mohnen ein Nachfolger gewählt. Leisens Vorgänger Heinz Engler hatte das Amt von 1994 bis 2017 ausgeübt.

### Wappen
| Wappen von Malbergweich | Blasonierung: „In silbernem Schild ein roter, mit 3 goldenen Kugeln belegter Schräglinksbalken, oben ein rotes Schildchen, unten eine blaue Pflugschar.“ |
| Wappen von Malbergweich | Wappenbegründung: Kirchen- und Ortspatron von Malbergweich ist der Hl. Nikolaus. Sein Attribut sind drei goldene Kugeln. Sie sind im roten Schrägbalken wiedergegeben. Malbergweich ist der alte „vicus iuxta Malberg“, der bis um 1800 ein Teil der Herrschaft Malberg war. Als Hinweis darauf ist im oberen Schildteil das Zeichen der Herren von Malberg, ein rotes Schildchen auf silbernem Grund aufgenommen. Als Hinweis auf die durch die landwirtschaftliche Ortsprägung ist eine antike Pflugschar im unteren Schild wiedergegeben. |

## Kultur und Sehenswürdigkeiten

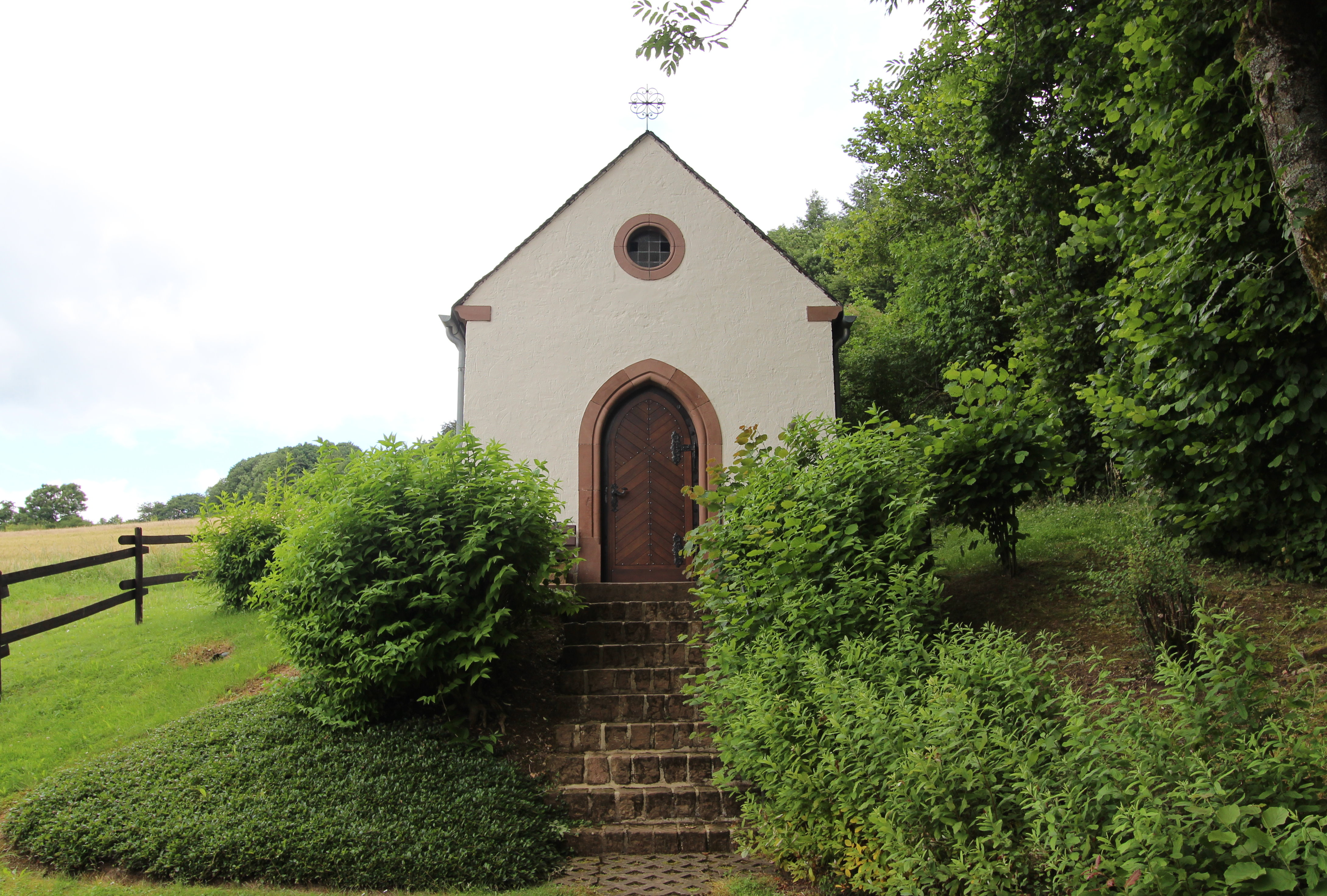
Marienkapelle von 1951

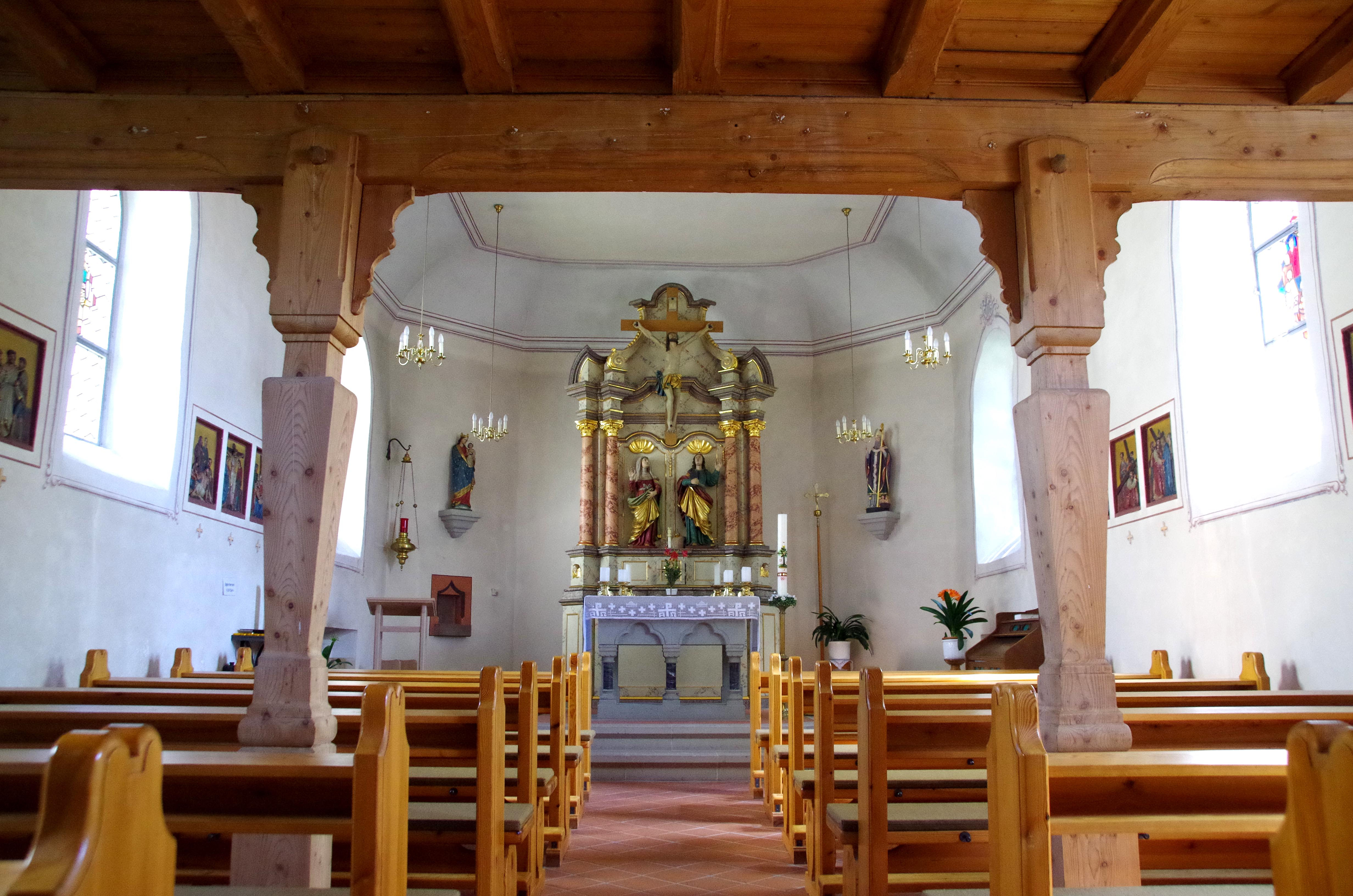
St. Nikolaus, Blick zum Altar (1778)

### Bauwerke
- Alte Burg – stattliches Wohnhaus von 1710[21]
- Katholische Filialkirche St. Nikolaus aus dem Jahre 1788
- Der Meilenstein Staffelstein – vermutlich aus der Römerzeit ⊙
- Die ehemalige Schule von 1927 – sie ist heute das Gemeinschaftshaus
- Über das Gemeindegebiet sind mehrere sehr alte Wegekreuze verteilt.
- Der Ortskern ist Standort einiger historischer Wohnhäuser und alter Bauernhöfe.
- Marienkapelle vor der Hardt von 1951 ⊙

Siehe auch: Liste der Kulturdenkmäler in Malbergweich

### Grünflächen und Naherholung
- Alte Buche von Malbergweich ⊙
- Bogenbrücke über den Neidenbach ⊙
- Eisenmännchen am Mohrweilerweg – eingewachsenes Eisenkreuz aus einer Buche ⊙
- Wandern und Radfahren in und um Malbergweich[22]

### Regelmäßige Veranstaltungen
- Jährliches Kirmes- bzw. Kirchweihfest
- Traditionelles Ratschen oder Klappern am Karfreitag und Karsamstag
- Hüttenbrennen am ersten Wochenende nach Aschermittwoch (sogenannter Scheew-Sundich)[23][24][25]

## Wirtschaft und Infrastruktur
Die Wirtschaftsstruktur von Malbergweich ist seit jeher landwirtschaftlich bestimmt. Auch in einer Zeit, in der sich weithin ein Strukturwechsel in den Gemeinden bemerkbar macht, ist der Ort überwiegend landwirtschaftlich orientiert geblieben.
Die Gemeinde ist durch die Landesstraße 34 und der Kreisstraße 81 erschlossen.